# 伯蒂縣 (北卡羅萊納州)
伯蒂县（英語：Bertie County）是美國北卡羅萊納州東部的一個縣，阿爾伯馬爾灣灣口。面積1,920平方公里。根据美國2000年人口普查，共有人口19,773人。縣治溫莎（Windsor）。
成立於1722年10月2日。縣名紀念卡羅萊納殖民地長官詹姆斯·伯蒂 （另一說法外加其兄弟，也曾任當地長官的亨利·伯蒂）。